# SN 2004ah
SN 2004ah – supernowa typu Ia odkryta 18 lutego 2004 roku w galaktyce A104547-0006. W momencie odkrycia miała maksymalną jasność 23,30m.